# Буднюк, Николай Алексеевич
Николай Алексеевич Буднюк (1921, с. Ново-Григорьевка, Одесский уезд, Одесская губерния, Советская Россия — 1972, с. Чиганак, Аркадакский район, Саратовская область) — председатель колхоза «Большевик» в селе Чиганак Аркадакского района Саратовской области. Герой социалистического труда (1958), депутат Верховного Совета РСФСР четвёртого созыва.

## Биография
Родился в селе Ново-Григорьевка (ныне — Одесская область) в крестьянской семье. Рано начал работать.
Участник Великой Отечественной войны, был тяжело ранен. По ранению комиссован с фронта. Однако село Ново-Григорьевка было разрушено и по направлению приехал в рабочий посёлок Аркадак. Работал в райкоме партии, также занимал разные административно-хозяйственные должности.
В 1953 году стал председателем колхоза «Большевик» в селе Чиганак Аркадакского района Саратовской области.
При Буднюке в колхозе были полностью перестроены все животноводческие помещения, проведена электрификация села и колхозных объектов, был обустроен центр села, появились новые административные здания, школа-интернат, аптека, столовая, магазины, новый Дом культуры, заложили огромный колхозный фруктовый сад.
В хозяйстве использовали передовые, научно-обоснованные методы ведения животноводства и полеводства. В полеводстве организовали специальную бригаду, которая занималась выращиванием из элитных семян различных культур для получения собственных сортовых семян, что дало возможность значительно увеличить урожайность зерновых культур.
Указом Президиума Верховного Совета СССР от 20 ноября 1958 года «за выдающиеся успехи, достигнутые в деле увеличения производства зерна и других продуктов сельского хозяйства» Буднюку присвоено звание Героя Социалистического Труда с вручением ордена Ленина и золотой медали «Серп и Молот».
Был женат, дочь Галина.
Умер в своём доме в 1972 году. Похоронен на Аркадакском кладбище.
В память о Буднюке названа центральная улица села Чиганак.